# Mandarina Bavaria
Mandarina Bavaria is een hopvariëteit, gebruikt voor het brouwen van bier. Deze hop is ontstaan uit een kruising tussen Cascade en een mannelijke variant (ontstaan uit een Hüll-variant 94/045/001 en een mannelijke wilde hop die resistent is tegen de verwelkingsziekte). Deze Duitse variëteit werd ontwikkeld in het Hopfenforschungszentrum te Hüll en in 2012 op de markt gebracht.
Deze hopvariëteit is een “aromahop”, bij het bierbrouwen voornamelijk gebruikt vanwege zijn aromatische eigenschappen.

## Kenmerken
- Alfazuur: 8,5 – 10,5%
- Bètazuur: 5 – 6,5%
- Eigenschappen: fruitig, zoetig aroma met toetsen van mandarijn